# Schulwissen
Der Begriff Schulwissen bezeichnet jenes Wissen, das in Schulen nach Lehrplänen vermittelt wird. Das Schulwissen besteht überwiegend aus bodenständigen Lerninhalten, Rechnen, Schreiben, Grundlagen in Natur-, Gesellschaftswissenschaften und Fremdsprachen.
Das Schulwissen besteht nicht aus tiefergehenden Einheiten spezifischer wissenschaftlicher Disziplinen, sondern ist basisorientiert auf eine allgemeine Bildung ausgerichtet.
Umgangssprachlich hat der Begriff zuweilen eine abschätzige Konnotation, da Schulwissen im Ruf eines diffusen, auswendig gelernten Wissens steht, das der Schüler selbst nicht verinnerlicht hat.